# Rose Volantê
Rose Volantê (São Paulo - 12 de agosto de 1982) é uma pugilista brasileira. É uma ex-campeã mundial de boxe pela Organização Mundial de Boxe na categoria peso-leve.

## Biografia
Rose começou no esporte aos 26 anos com o objetivo principal de perder peso. Seu primeiro local de treinamento foi o Clube Escola de Pirituba. Ela estava pesando 105 kg.

## Carreira

### Boxe amador
Após perder 40 quilos ela entrou para a academia do Antônio Pereira Gomes Filho, na Gracie Butantã, em que permaneceu durante anos. Foi no evento "Virada Esportiva”, entre os Clube Escolas, que Rose fez sua primeira luta amadora. Na ocasião, ela saiu com a vitória.
Como atleta amadora, ela foi campeã paulista quatro vezes, brasileira três vezes e quatro vezes campeã dos Jogos Abertos do Interior paulista. Foi convocada para a Seleção Brasileira de Boxe e campeã sul-americana no Chile, em 2011. No mesmo ano ela ficou em sétimo lugar no Mundial da China.
Em 2012 ela foi medalha de prata no Pan-americano de boxe no Canadá. No mesmo ano, Rose foi reserva da Seleção Brasileira nas Olimpíadas de Londres e em 2013 tornou-se campeã europeia.

### Boxe profissional
Em 2014, aos 31 anos, decidiu entrar para o boxe profissional. Na sua trajetória profissional, Rose foi campeã paulista, campeã internacional duas vezes, campeã latina também por duas vezes e campeã mundial dos pesos-leves pela OMB (Organização Mundial de Boxe), a quarta principal entidade do boxe profissional.
Na disputa pelo cinturão, Rose venceu a luta contra a argentina Brenda Carabajal em dezembro de 2017. Ela fez sua primeira defesa do título em Santos em abril de 2018. Rose venceu a luta contra a panamenha Lourdes Borbua, que jogou a toalha em sinal de desistência antes do início do sexto round. Em setembro de 2018 ela fez sua segunda defesa de cinturão no peso-leve (até 61kg). Ela venceu Yolis Marrugo por nocaute técnico no terceiro round, no ginásio Falcão, em Praia Grande. Porém, em março de 2019 perdeu o título para Katie Taylor por nocaute técnico no 9º round.